# Битка при Дрьо
Битката при Дрьо (на френски: Bataille de Dreux) е първият сблъсък по време на Религиозните войни във Франция, състоял се на 19 декември 1562 г. между кралската (католическата) армия, начело с Ан дьо Монморанси (конетабъл на Франция) и Франсоа дьо Гиз и хугенотските сили на Гаспар дьо Колини и Луи I дьо Бурбон-Конде. Резултатът е трудна победа на католиците, тъй като и от двете страни е пленен по един от командирите.

## Предистория
В началото на първата религиозна война хугенотите овладяват много градове в западна и централна Франция, но през есента кралската армия си връща повечето, включително Бурж и Руан. Въодушевени от успехите, католиците вярват, че бързо ще приключат войната и заемат зимни квартири. Все пак Гиз с малки сили се запътва към град Хавър, който хугенотите са отстъпили на англичаните в замяна на военна помощ. Самоувереността му се оказва подранила. Хугенотите замислят дързък план – силите на Конде в Орлеан и 5000 германски съюзници тръгват към Париж, за да го овладеят бързо. Кампанията обаче се проточва и Гиз се връща навреме. При Дрьо (малко градче на бреговете на река Ер, на 80 км западно от Париж) той принуждава хугенотите да се бият, като застава на пътя им, а зад тях е придошлата река и блата.

## Битката
Католиците са повече. От различните цифри, които източниците подават, може да се определи, че те имат около 16 000 пехота и 2000 – 3000 конници с 22 оръдия, докато хугенотите са с около 8000 пехота и 4000 – 5000 конница.
Първоначално хугенотите имат надмощие, тъй като превъзхождаща им конница притиска неприятеля. Под командата на Конде тя принуждава швейцарските наемници при католиците да отстъпят. На другото крило Колини има още по-голям успех – той отблъсква войските на Монморанси, конетабълът е пленен, а устата му е разбита от изстрел. За момент изглежда, че хугенотите печелят, но тогава Гиз включва в битката резерви, за които враговете му не подозират. Сега на свой ред той пленява Конде, твърде напреднал в редовете на католиците. Това се отразява зле на бойния дух на хугенотите. Скоро става ясно, че кралската армия не може да бъде удържана и Колини се принуждава да отстъпва, жертвайки много от конниците си, за да осигури спасението на пехотата. Още една жертва дават католиците – във финалната фаза маршал Сент-Андре е убит и Гиз остава единствен техен командир.

## Последици
Загубите на хугенотите са около 3000 убити, половината от които германци. При католиците загубите са 2000 души, половината от които швейцарци. Победата на кралските сили прави възможна обсадата на Орлеан – ключова хугенотска твърдина. Гиз не дочаква да види делото си довършено – той е убит на 18 февруари 1563 г. Виждайки, че е загубила почти всичките си военачалници, регентката на Шарл ІХ, майка му Катерина Медичи, решава да договори мир с Колини, постигнат на 18 март. Така въпреки поражението при Дрьо, едиктът в Амбоаз дава сериозни права на хугенотите и поставя край на първата религиозна война.